# Ména
Ména is een gemeente (commune) in de regio Sikasso in Mali. De gemeente telt 6200 inwoners (2009).
De gemeente bestaat uit de volgende plaatsen:
- Bougoula
- Boussala
- Dengouala
- Dialakoro-Siondougou
- Djissan
- Farako-Baya
- Kaara
- Korokoro
- M'Piébougoula
- Makana
- Ména
- Ouorognan
- Sellé